# Halstock
Halstock är en ort och civil parish i Storbritannien.   Den ligger i kommunen Dorset och riksdelen England, i den södra delen av landet, 190 km väster om huvudstaden London. Halstock ligger 70 meter över havet och antalet invånare är 546.
Terrängen runt Halstock är huvudsakligen platt, men åt sydväst är den kuperad. Runt Halstock är det ganska tätbefolkat, med 86 invånare per kvadratkilometer. Närmaste större samhälle är Yeovil, 8,3 km norr om Halstock. Trakten runt Halstock består i huvudsak av gräsmarker.